# Liza, die Fuchsfee
Liza, die Fuchsfee (ungarisch Liza, a rókatündér) ist eine ungarische schwarze Komödie aus dem Jahr 2015 von Regisseur Károly Ujj Mészáros.
Der Film beinhaltet Elemente aus der Japanischen Mythologie. Die Hauptfigur, gespielt von Móni Balsai, denkt, dass sie eine Kitsune, also eine Fuchsfee sei. Weitere Darsteller in dem Film sind David Sakurai, Szabolcs Bede-Fazekas und Zoltán Schmied.
Der Film wurde von dem Ungarischen Nationalen Film Fund unterstützt, der Produzent war István Major. Die Filmmusik schrieb Dániel Csengery, die japanischsprachigen Lieder wurden von Ambrus Tövisházy komponiert, der Text ist von Toda Eiko.
In den ersten 6 Wochen wollten 74.000 Menschen Liza, die Fuchsfee in den Ungarischen Kinos sehen.

## Handlung
Liza ist eine junge Pflegerin aus Budapest. Seit längerem kümmert sie sich um Frau Márta, die Witwe des japanischen Botschafters. Von ihr erfährt Liza viel über die japanische Kultur und lernt die Sprache. Als sie zu ihrem Geburtstag einen Tag frei bekommt, beschließt sie, ihre wahre Liebe zu finden. Bei dieser Suche hilft ihr der Geist des japanischen Sängers Tomy Tany, ihr einziger Freund. Ein Unglück folgt dem anderen. Alle Verehrer kommen früher oder später ums Leben. Gemeinsam mit Tomy Tany entdeckt sie, dass sie eine von den verfluchten japanischen Fuchsfeen ist. Bei dem Unterfangen, den Fluch zu brechen, machen sie die Polizei, besonders Inspektor Zoltán, auf sich aufmerksam.

## Besetzung
Móni Blasai: Liza
Sie ist eine 30-jährige, naive, unschuldige Krankenschwester. Sie kümmert sich seit langen Jahren um die Witwe des Japanischen Botschafters, deswegen hat sie nur selten die Gelegenheit auszugehen. Sie kennt sich mit der Politik und der Bürokratie nicht aus, deswegen sagen ihr die Namen der Berühmtheiten nichts. In ihrer Freizeit liest sie nur japanische Groschenliteratur, oder unterhält sich mit ihrem besten Freund, mit dem Geist Tomy Tani.
David Sakurai: Tomy Tani
Tomy Tani ist der Geist eines toten Japanischen Rock-’n’-Roll-Sängers, der vor 6 Jahren in der Wohnung von Frau Márta erschienen ist. Er ist Lizas einziger Freund. Da nur sie ihn sehen kann, verbringen sie ihre Tage gemeinsam. Sie sollte ihm aber nicht vertrauen, denn er ist nicht der gute Freund, der er zu sein scheint. Er möchte Liza nur für sich allein haben und würde alles tun, um dieses Ziel zu erreichen.
Szabolcs Bede-Fazekas: Polizist Zoltán
Zoltán, ein wortkarger Polizist mit ruhiger Persönlichkeit, ist vor kurzem in die Stadt gezogen. Wenn er die Möglichkeit hat, hört er nur Finnische Countrymusik. Als die Polizei merkt, dass Männer, die mit Liza zu tun haben, sterben, bekommt er von seinem Chef den Befehl, seine Augen auf die verdächtige Liza zu halten. Er trifft deswegen die Entscheidung, ein Zimmer in Lizas Wohnung zu mieten.
Zoltán Schmied: Henrik
Henrik ist ein Verwandter von Frau Marta und ein Frauenheld. Nach dem Tod der Witwe ist er der Einzige aus ihrer Familie, der sich Liza gegenüber nett verhält. Liza fängt langsam an, etwas mehr als nur Freundschaft für ihn zu fühlen, aber er hat nicht nur die guten Absichten, die Liza sieht.

## Musik
Die Musik versucht, den märchenhaften Eindruck des Films zu verstärken. Fast jeder Charakter besitzt ein eigenes Musikthema: Liza, Tomy, Polizist Zoltán, die verliebten Männer, die Fuchsfee, die Todesfälle usw. Tomys Lieder mussten von Ambrus Tövisházy neu komponiert werden, da es dem Produzenten nicht gelang, die Rechte der originalen japanischen Stücke zu erhalten. Weitere Stücke wurden von Dániel Csengery komponiert.
Tövisházy stellte die Lieder schon im Jahr 2011 fertig. Der Regisseur verlangte aber mehrere Versionen, da er Tövisházys Musik für zu harmonisch hielt. Um das perfekte Ergebnis zu erzielen, ließ Tövisházy sich von asiatischer Musik inspirieren.
Den japanischen Text schrieb die Dolmetscherin Toda Eiko. Ihr wurde nur das Thema vorgeschrieben, den genauen Text durfte sie selbst festlegen. In der Version, die für den Film benutzt wurde, singen Móni Balsai und Ambrus Tövisházy das Duett.

## Kritik
Internationale Kritiker bezeichneten Liza mehrmals als die ungarische Amélie und zogen Verbindungen zur Machart von Wes Anderson.
Die größte ungarische Filmdatenbank freut sich in ihrer Rezension, eine ungarische Komödie begrüßen zu dürfen, bei der „[…] das Bild, der Witz, der Stil einen stimmigen Gesamteindruck erzeugen“. Nach der Meinung von Miklós Fáy, Journalist der ungarischen Zeitung Népszabadság, „gibt es keinen perfekten Film, Liza ist aber schon ganz nah daran“.
In Ungarn wurde Liza, die Fuchsfee einer von den zehn meistbesuchten Kinofilmen und wurde auch in japanischen Kinos gezeigt.

## Auszeichnungen
Liza wurde sowohl auf ungarischen als auch auf internationalen Filmfestivals, zum Beispiel in Spanien, Portugal, in den Niederlanden, Belgien, Schweden und Kanada, vorgeführt und mit zahlreichen Preisen prämiert. Den Publikumspreis erhielt Liza sowohl auf dem Cellar Door Festival als auch auf dem Monster of Film Festival.
Die Jury der ungarischen Filmwochen zeichnete Liza, die Fuchsfee in sieben Kategorien aus, unter anderem „Bester Film“, „Bester Regisseur“ und „Beste Hauptdarstellerin“. Ujj Mészáros erhielt von der Organisation der ungarischen Filmkritiker den Preis „Bester erster Film“.